# Gigantione uberlackerae
Gigantione uberlackerae är en kräftdjursart som beskrevs av Adkison 1984. Gigantione uberlackerae ingår i släktet Gigantione och familjen Bopyridae.
Artens utbredningsområde är Mexikanska golfen. Inga underarter finns listade i Catalogue of Life.